# Ateme
Ateme S.A. er en fransk softwarevirksomhed, der er specialiseret i videokomprimeringssoftware. Produkterne er baseret på MPEG4 og MPEG2 standarder.